# Християнсько-соціальна партія Ліхтенштейну
Християнсько-соціальна партія Ліхтенштейну (нім. Christlich-soziale Partei Liechtensteins, CSP) — колишня партія у князівстві Ліхтенштейн; заснована у 1961 році.
Вперше взяла участь у виборах до парламенту у 1962 році, отримавши 10,09 % голосів. Тим не менш, партія не змогла потрапити до Ландтагу, оскільки не подолала встановлений на момент виборів 18 % виборчий бар'єр.
Після поразки на виборах партія подала позов до Княжого суду з вимогою скасувати 18-ти відсотковий прохідний бар'єр. Керуючись ст. 22 Закону «Про вибори» від 18 січня 1939 року, суд задовольнив позов, скасувавши прохідний бар'єр. Разом з тим, рішення суду було визнано таким, що суперечить Конституції князівства і скасовано.
За результатами парламентських виборів 1966 року Християнсько-соціальна партія також подала позов до суду (партія здобула на цих виборах 8,74 % голосів), проте позов було відхилено.
На наступних виборах 1974 року партія також не змогла пройти до парламенту через зменшення підтримки з боку виборців. Після цього партію було розпущено.